# Тисменицька міська рада
Ти́сменицька міська́ ра́да — адміністративно-територіальна одиниця та орган місцевого самоврядування в Тисменицькому районі Івано-Франківської області. Адміністративний центр — місто Тисмениця.

## Загальні відомості
- Територія ради: 38,16 км²
- Населення ради: 9394 особи (станом на 2017 рік)[1]
- Густота населення: 246.17 осіб/км²
- Територією ради протікають річки Ворона, Стримба

## Населені пункти
Міській раді підпорядковані населені пункти:
- м. Тисмениця

## Склад ради
Рада складається з 26 депутатів та голови.
- Голова ради: Сворак Степан Дмитрович
- Секретар ради: Шкрумида Олег Романович

### Керівний склад попередніх скликань
| Прізвище, ім'я, по батькові | Основні відомості                                                                  | Дата обрання | Дата звільнення |
| --------------------------- | ---------------------------------------------------------------------------------- | ------------ | --------------- |
| Галига Ярема Ярославович    | Міський голова, 1949 року народження, безпартійний                                 | 26.03.2006   | 31.10.2010      |
| Дарчин Богдан Степанович    | Міський голова, освіта вища, позапартійний, ТОВ СП"MPV-Юкрейн", почесний президент | 05.11.2010   | 08.11.2015      |
| Сворак Степан Дмитрович     | Міський голова, доктор історичних наук, доктор юридичних наук, професор            | 08.11.2015   |                 |

Примітка: таблиця складена за даними сайту Верховної Ради України

### Депутати
За результатами чергових виборів депутатів місцевих рад та сільських, селищних, міських голів 25 жовтня 2015 року  депутатами ради стали:
| № округу | Прізвище, ім'я, по батькові    | Освіта             | Партійна приналежність                                                                                          | Відомості про обраного депутата |
| -------- | ------------------------------ | ------------------ | --- | --- |
| 22       | Скринник Іван Євгенович        | вища               | безпартійний | Приватний підприємець |
| 14       | Вальчишин Ганна Іванівна       | вища               | Член Радикальної партії Олега Ляшка                                                                             | Адміністратор ПП «Медична практика» |
| 2        | Верней Степан Богданович       | вища               | безпартійний | Приватний підприємець |
| 25       | Жарська Світлана Володимирівна | вища               | Член політичної партії «Українське об’єднання патріотів «УКРОП»                                                 | |
| 5        | Комуніцький Микола Євгенович   | вища               | Член Тисменицької районної в Івано-Франківській області організації Партії «Блок Петра Порошенка «Солідарність» | Приватний підприємець |
| 23       | Красножон Віра Михайлівна      | вища               | Член Тисменицької районної організації політичної партії «Всеукраїнського об’єднання «Батьківщина»              | Приватний підприємець |
| 24       | Крохмалюк Лілія Миколаївна     | вища               | Член Тисменицької районної організації політичної партії «Всеукраїнського об’єднання «Батьківщина»              | Директор ДК ВУД-ІФ |
| 9        | Круліковський Сергій Романович | вища               | член Тисменицької районної організації політичної партії «Всеукраїнського об’єднання «Батьківщина»              | Директор Тисменицького районного центру соціальних служб для сім’ї, дітей та молоді |
| 17       | Лаврук Роман Йосипович         | середня спеціальна | Безпартійний | Директор КП «Комунальник-Т» |
| 6        | Лютий Ігор Володимирович       | вища               | Безпартійний | Приватний підприємець |
| 12       | Мазур Володимир Михайлович     | середня            | Безпартійний | Приватний підприємець |
| 20       | Малишівський Тарас Ярославович | середня            | | Приватний підприємець |
| 8        | Павлюк Андрій Тарасович        | вища               | Член партії Тисменицької районної організації Народного Руху України                                            | Приватний підприємець |
| 13       | Петелюк Юрій Яремович          | середня спеціальна | член Тисменицької районної організації Політичної партії «Об’єднання «Самопоміч»                                | Приватний підприємець |
| 4        | Підлуський Олег Іванович       | вища               | Безпартійний | Приватний підприємець |
| 3        | Сворак Володимир Васильович    | вища               | | Директор міського центру культури «Відродження» |
| 19       | Сворак Наталія Петрівна        | вища               | Член Тисменицької районної організації Всеукраїнського об’єднання «Свобода»                                     | Приватний підприємець |
| 7        | Северенюк Олександр Петрович   | середня спеціальна | Безпартійний | Приватний підприємець |
| 10       | Сендецький Микола Петрович     | вища               | Член Тисменицької районної організації Народного Руху України                                                   | Заступник начальника Головного управління ветеринарної медицини в Івано-Франківській області |
| 15       | Смикавчук Володимир Іванович   | середня            | Безпартійний | Тимчасово не працює |
| 21       | Смучок Лідія Орестівна         | середня            | Безпартійна | Тимчасово не працює |
| 11       | Чопик Василь Михайлович        | неповна вища       | Безпартійний | |
| 18       | Шіляк Микола Миколайович       | середня            | Член партії «Об’єднання «Самопоміч»                                                                             | Приватний підприємець |
| 26       | Шкрумида Олег Романович        | вища               | Голова Тисменицької районної організації політичної партії «Українське об’єднання патріотів – УКРОП»            | Секретар міської ради |
| 1        | Якимчук Іван Іванович          | середня            | Безпартійний | Приватний підприємець |
| 16       | Яцюк Орест Мирославович        | вища               | Безпартійний | Головний казначей відділу бюджетних надходжень, видатків та обслуговування розпорядників коштів та інших видатків клієнтів Управління Державної казначейської служби України в Тисменицькому районі |